# Gaétan Duchesne
Gaétan Duchesne (Québec, Québec, 1962. július 11. – Québec 2007. április 16.) kanadai profi jégkorongozó.

## Karrier
Komolyabb junior karrierjét a QMJHL-es Québec Rempartsban kezdte 1979-ben. Ebben a csapatban játszott 1981-ig. Az 1981-es NHL-drafton a Washington Capitals választotta ki a nyolcadik kör 152. helyén. 1981–1987 között a Capitols játékosa volt. Az 1982–1983-as szezon közben egy mérkőzést játszott az AHL-es Hershey Bearsben. 1987–1989 között a Québec Nordiquesben szerepelt. 1989–1993 között a Minnesota North Starsban játszott és részese volt az 1991-es elvesztett Stanley-kupa döntőnek. 1993–1995-ben a San Jose Sharks keretének tagja volt. Végül a Florida Panthersből vonult vissza 1995-ben. Egy szezon kihagyása után visszatért az IHL-es Québec Rafalesba de 1997 végén végleg visszavonult. 2007-ben szívrohamban hunyt el.